# Ecomodernismo
Ecomodernismo é uma filosofia ambiental que defende que os humanos devem proteger a natureza e melhorar o bem-estar humano através do desenvolvimento de tecnologias que desacoplem o desenvolvimento humano dos impactos ambientais. O ecomodernismo apoia a ação estatal centrada no desenvolvimento de tecnologia. Ele argumenta que a intensificação das atividades humanas pode reduzir os impactos humanos prejudiciais sobre o mundo natural. Tecnologias comumente recomendadas por ecomodernistas incluem agricultura de precisão, fertilizantes microbianos, carne sintética, alimentos geneticamente modificados (por seu uso reduzido de herbicidas e pesticidas), dessalinização e reciclagem de resíduos, urbanização, tecnologias de remoção de dióxido de carbono, substituindo carbono intensivo (carvão, óleo gás) e fontes de energia de baixa densidade de energia (por exemplo, lenha em países de baixa renda, que leva ao desmatamento) com fontes de alta densidade de energia com menores impactos ambientais (por exemplo, usinas nucleares, renováveis).

## Descrição
O pensamento ecomodernista foi desenvolvido principalmente por pensadores associados ao Breakthrough Institute, um centro de pesquisa ambiental em Oakland, Califórnia. No entanto, organizações ecomodernistas foram estabelecidas em muitos países, incluindo Alemanha, Finlândia e Suécia. Embora a palavra 'ecomodernismo' só tenha sido usada para descrever o ambientalismo modernista desde 2013, o termo tem uma história mais longa na escrita de design acadêmico e as ideias Ecomodernistas foram desenvolvidas em vários textos anteriores, incluindo Green Delusions de Martin Lewis, Whole Earth Discipline de Stewart Brand e Rambunctious Garden de Emma Marris. Em seu manifesto de 2015, 18 ecomodernistas autoproclamados - incluindo acadêmicos do Breakthrough Institute, da Universidade de Harvard, da Jadavpur University e da Long Now Foundation - procuraram esclarecer a visão do movimento: "afirmamos um ideal ambiental de longa data, que a humanidade deve reduzir seus impactos no meio ambiente para dar mais espaço para a natureza, enquanto rejeitamos outro, que as sociedades humanas devem se harmonizar com a natureza para evitar o colapso econômico e ecológico".
O ecomodernismo envolve explicitamente a substituição de serviços ecológicos naturais por energia, tecnologia e soluções sintéticas, desde que ajudem a reduzir o impacto no meio ambiente. Entre outras coisas, os ecomodernistas abraçam a intensificação agrícola, alimentos geneticamente modificados e sintéticos (por seu uso reduzido de herbicidas e pesticidas), peixes de fazendas de aquicultura dessalinização e reciclagem de resíduos, urbanização e substituição de fontes de energia de baixa densidade de potência (por exemplo, lenha em países de baixa renda, o que leva ao desmatamento) com fontes de alta densidade de energia, desde que seu impacto líquido sobre o meio ambiente seja menor (usinas nucleares e energias renováveis avançadas). Um dos principais objetivos de uma ética ambiental ecomoderna é o uso da tecnologia para intensificar a atividade humana e criar mais espaço para a natureza selvagem.
Os debates que constituem a base do ecomodernismo nasceram do desapontamento com as políticas anticientíficas de organizações tradicionais que categoricamente negavam fontes de energia de emissão zero, como a energia nuclear, levando assim ao aumento real da dependência do gás fóssil e aumento das emissões em vez de redução (por exemplo, Energiewende). Vindo de posições baseadas em evidências científicas e pragmáticas, o ecomodernismo se engaja no debate sobre como melhor proteger os ambientes naturais, como acelerar a descarbonização para mitigar as mudanças climáticas e como acelerar o desenvolvimento econômico e social dos pobres do mundo. Nesses debates, o ecomodernismo se distingue de outras escolas de pensamento, incluindo economia ecológica, decrescimento, redução populacional, economia laissez-faire, o caminho da "energia suave" e planejamento central. O ecomodernismo baseia-se no pragmatismo, na ecologia política, na economia evolucionária e no modernismo americanos. Diversidade de ideias e dissidência são valores reivindicados a fim de evitar a intolerância nascida do extremismo e do dogmatismo.

## Um Manifesto Ecomodernista
Em abril de 2015, um grupo de 18 autodenominados ecomodernistas publicou coletivamente Um Manifesto Ecomodernista.

## Recepção e crítica
Alguns jornalistas ambientais elogiaram o Manifesto Ecomodernista. No New York Times, Eduardo Porter escreveu com aprovação sobre a abordagem alternativa do ecomodernismo para o desenvolvimento sustentável. Em um artigo intitulado "Manifesto pede o fim do ambientalismo do tipo 'As pessoas são ruins'", Eric Holthaus da Slate escreveu "É inclusivo, é empolgante e dá aos ambientalistas algo pelo que lutar por uma mudança." A revista científica Nature editorializou o manifesto.
As críticas comuns ao ecomodernismo se concentram em seu reconhecimento inadequado das dimensões exploradoras, violentas e desiguais da modernização tecnológica, seu humanismo e sua alegada compatibilidade com o capitalismo neoliberal. Em contraste, em seu livro "Ecomodernismo: Tecnologia, Política e Crise Climática", Jonathan Symons argumenta que o ecomodernismo pertence à tradição social-democrata, promovendo uma terceira via entre o laissez-faire e o anti-capitalismo, e apelando a investimentos estatais transformadores em tecnologia transformação e desenvolvimento humano. Da mesma forma, em "Um diagnóstico simpático do Manifesto Ecomodernista", Paul Robbins e Sarah A. Moore descrevem as semelhanças e pontos de partida entre o ecomodernismo e a ecologia política.